# Caelopygus elegans
Caelopygus elegans is een hooiwagen uit de familie Gonyleptidae. De wetenschappelijke naam van Caelopygus elegans gaat terug op Perty.